# Sevier megye (Arkansas)
Sevier megye az Amerikai Egyesült Államokban, azon belül Arkansas államban található. Megyeszékhelye és legnagyobb városa De Queen. Lakosainak száma 15 839 fő (2020. április 1.). Sevier megye Polk, Howard, Hempstead, Little River és McCurtain megyékkel határos.

## Népesség
A megye népességének változása:
| Lakosok száma | 17 137 | 17 175 | 17 194 | 17 366 | 17 290 | 15 839 |
|               | 2010   | 2011   | 2012   | 2013   | 2015   | 2020   |